# Piastowo (województwo lubuskie)
Piastowo (d. PGR Piastów) – wieś w Polsce położona w województwie lubuskim, w powiecie strzelecko-drezdeneckim, w gminie Strzelce Krajeńskie.
W latach 1975–1998 miejscowość położona była w województwie gorzowskim.
W miejscowości działało Państwowe Gospodarstwo Rolne Piastowo.